# Alison Sweeney
Alison Ann Sweeney (ur. 19 września 1976 w Los Angeles) – amerykańska aktorka. Znana przede wszystkim z roli Samanty „Sami” Brady w operze mydlanej Dni naszego życia emitowanej przez amerykańską stację NBC.